# Rodrigo Schütz Rodrigues
Rodrigo Schütz Rodrigues (Brasil, 1974) es un botánico, y profesor brasileño. Es profesor adjunto, en el "Centro de Estudios de Biodiversidad", en la Universidad Federal de Roraima, "Campus de Paricarana". Pertenece a un grupo que desarrolla dos líneas de pesquisa: Sistemática de Fabaceae y Flora de Roraima.
En 1996, se graduó en Ciencias Biológicas en la Universidad Federal de Rio Grande do Sul (1996), y en 2000, la maestría en Botánica en la misma Universidad. Y en 2005 el doctorado en Biología Vegetal en la Universidad Estatal de Campinas, defendiendo la "Sistemática de Acosmium s.l. (Leguminosae, Papilionoideae, Sophoreae) e estudos de morfología de plântulas e números cromossômicos".

## Algunas publicaciones
- rodrigo Schütz Rodrigues, ana maria Goulart de Azevedo Tozzi. 2006. Guianodendron, a new genus of Leguminosae from South America. Novon 16(1): 130-133
- ----------------------------, -------------------------------------. 2007. Morphological analysis and re-examination of the taxonomic circumscription of Acosmium (Leguminosae, Papilionoideae, Sophoreae). Taxon 56(2): 439-452
- ----------------------------, -------------------------------------. 2008. Reinstatement of the name Leptolobium Vogel (Leguminosae, Papilionoideae, Sophoreae). Taxon 57(3): 980-984
- ----------------------------, -------------------------------------. 2008. Systematic relevance of seedling morphology in Acosmium, Guianodendron, and Leptolobium (Leguminosae, Papilionoideae). Brittonia 60(3): 287–296
- ----------------------------, -------------------------------------. 2009. Revisão taxonômica de Acosmium Schott (Leguminosae, Papilionoideae, Sophoreae)). Acta Botanica Brasilica 23(1): 164-174
- ----------------------------, andréa Macêdo Corrêa, eliana Forni-Martins, ana maria Goulart de Azevedo Tozzi. 2009. Números cromossômicos em espécies de Acosmium Schott e Leptolobium Vogel (Leguminosae, Papilionoideae).